# Opera GX
Opera GX ist ein Webbrowser, der von Opera Software speziell für Gaming entwickelt wurde. Der Browser ist für Windows, macOS, iOS und Android entwickelt worden.

## Browserfunktionen
Einige der Funktionen von Opera GX sind Standardfunktionen des Opera-Browsers.
Zusätzlich hat der Browser auch die „GX Corner“-Funktion, bei welcher die Nutzer über Spielankündigungen und Neuerungen informiert werden. Des Weiteren sind das soziale Netzwerk Twitch und die Onlinedienste Discord, Instagram und Whatsapp Web direkt in der Seitenleiste integriert. Die CPU und RAM-Kapazitäten sind variierbar, sodass etwaige Einschränkungen beim Spielen möglichst gering ausfallen.